# Achaearanea azteca
Achaearanea azteca är en spindelart som först beskrevs av Chamberlin och Ivie 1936.  Achaearanea azteca ingår i släktet Achaearanea och familjen klotspindlar. Inga underarter finns listade i Catalogue of Life.